# Новий університет (Гайдельберг)

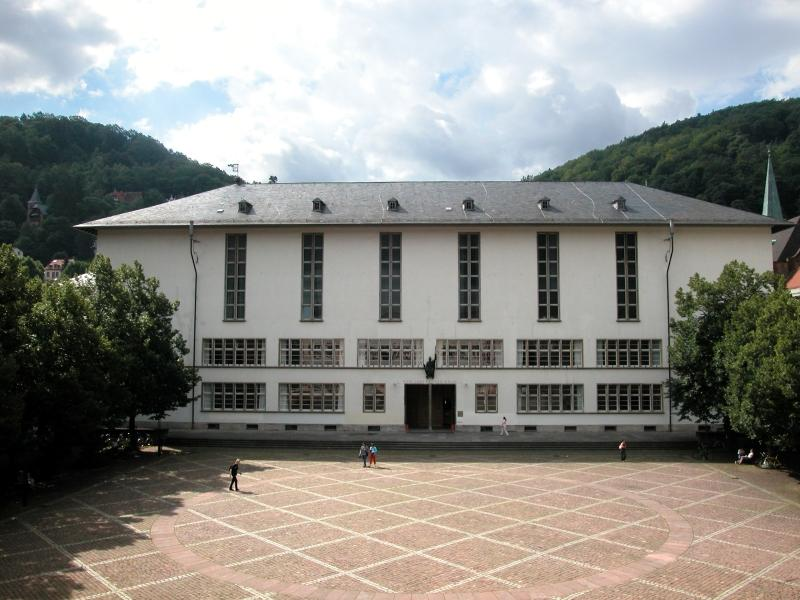
Новий Університет. На задньому плані ліворуч підніжжя Кенігштуля, а праворуч — Гайсберг.

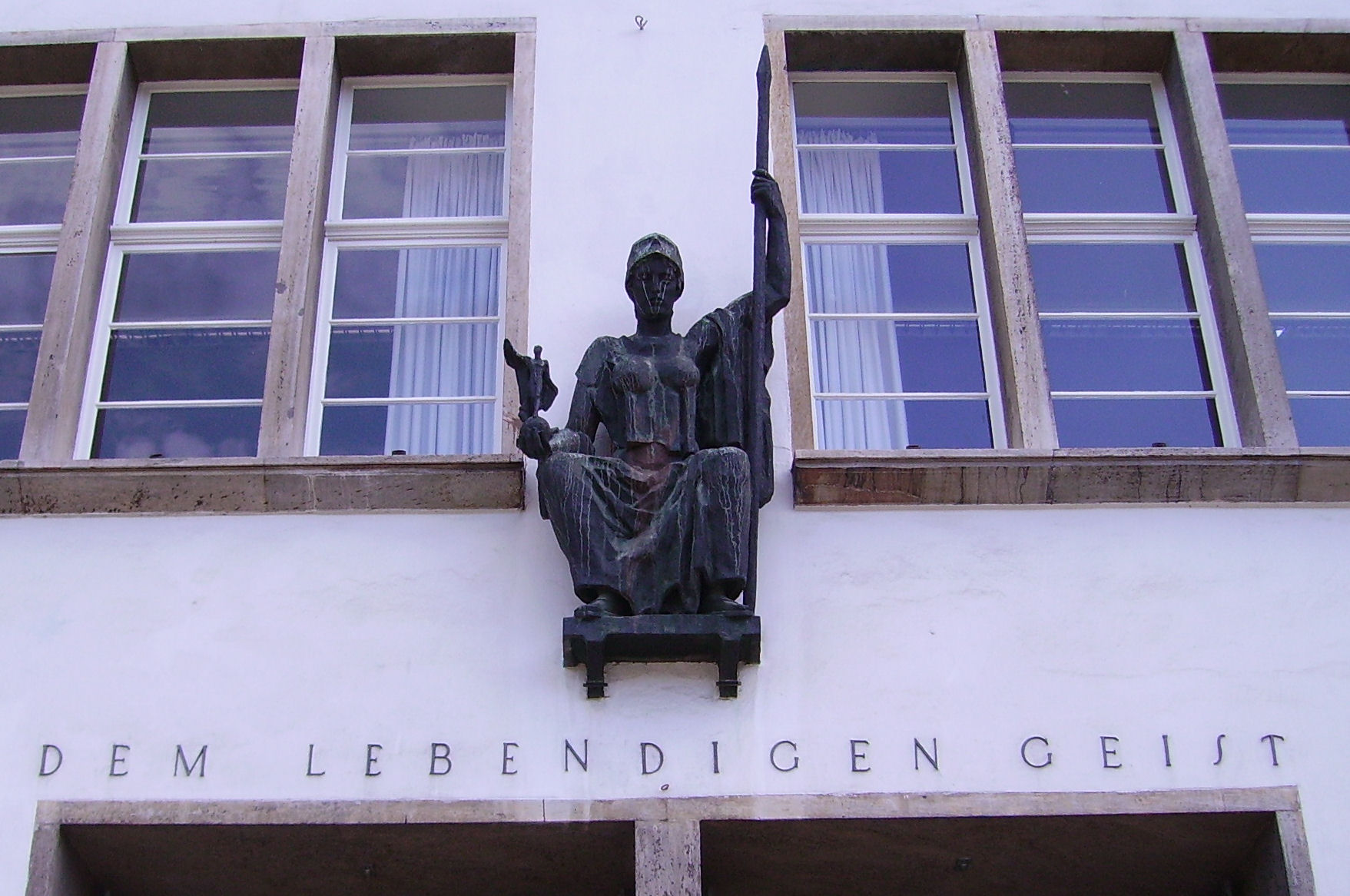
Бронзова Афіна Паллада Карла Альбікера над головним входом, під нею — девіз Фрідріха Ґундольфа «Живому духу».

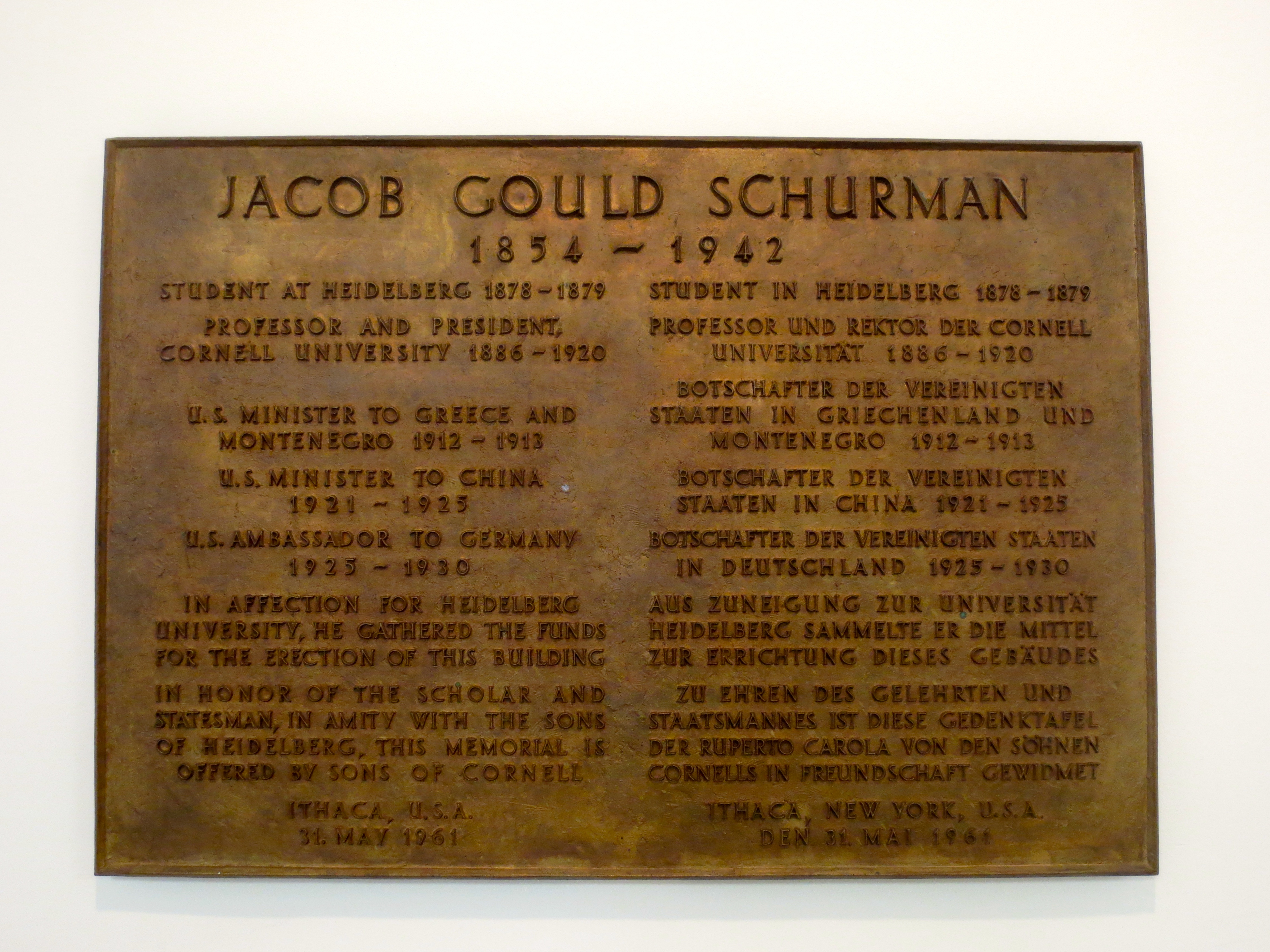
Меморіальна дошка Джейкобу Гулду Шурману в Новому університеті, подарована Корнельським університетом, в якому він був ректором.

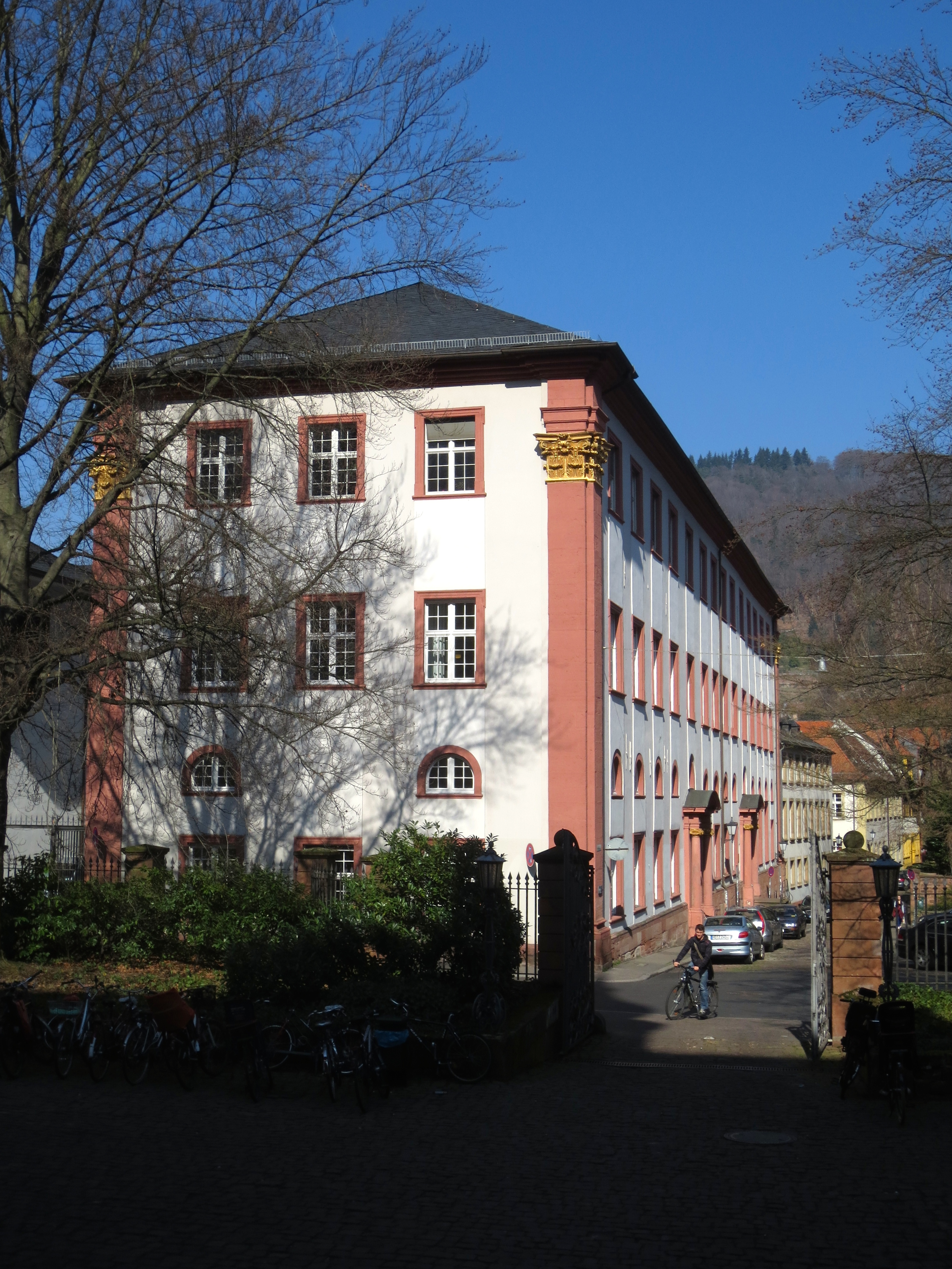
Колишньій єзуїтський колегіум на Шульгассе, що обмежує внутрішній двір Нового університету зі східного боку.

Новий університет — комплекс будівель Гайдельберзького університету у старому місті Гейдельберга, на Університетській площі, Грабенгассе та Земінарштрассе. Комплекс складається з трьох крил і знаходиться поруч зі Старим університетом, який був побудований між 1712 і 1735 роками. Головний вхід і «нова актова зала» розташовані в крилі будівлі, що межує з Університетською площею на півдні. Новий університет будувався у дві черги. Головний корпус і західне крило були побудовані в 1930/31 роках, а південне крило — в 1934 році. Проєктування та плани будівництва належать Карлу Грюберу, він же й керував будівництвом.

## Проєкт і будівництво
Ініціатором будівництва нового університету був американець Джейкоб Гулд Шурман, колишній студент Гайдельберзького університету, а згодом посол Сполучених Штатів Америки в Берліні. Шурман розпочав кампанію збору коштів, щоб збільшити ємність лекційних зал університету, що на той час було нагальною проблемою в Гайдельберзі. Шурману вдалося залучити як меценатів Волтера Крайслера та Джона Рокфеллера. У грудні 1928 року Шурман зміг представити результат свого збору коштів — понад півмільйона доларів. У 1928 році було оголошено конкурс, на якому журі віддало перевагу проєкту Карла Грубера, урядового архітектора Бадена.
У грудні 1928 року сенат Гайдельберзького університету вирішив у майбутньому називати будівлю «Новим університетом». Оскільки Шурман наполягав на новій «Університетській залі», Груберу довелося переглянути свій проєкт.
Будівництво нової будівлі розпочалося в 1930 році. Карл Грубер спроєктував новий університетський комплекс як «сучасну і функціональну архітектуру, але не в сенсі модернізму» і реалізував свої архітектурні бачення з використанням технічних, тоді нових, будівельних матеріалів — сталі, скла та залізобетону.

## Опис будівлі
Комплекс будівель Нового університету являє собою оштукатурену муровану будівлю з пологим чотирисхилим дахом. Ферма даху та мансардні вікна вкриті шиферною черепицею. Фасади, що виходять до Університетської площі, Грабенгассе та Земінарштрассе, вкриті сіруватим, незгладженим травертином.
Широкі сходи ведуть від Університетської площі через великий ґанок до головної будівлі Нового університету. Головний вхід, східці і ґанок також зроблені з травертину.
На Грабенгассе знаходиться вхід до внутрішнього двору Нового університету. Тут архітектор теж обрав сіруватий незагладжений травертин для облицювання поверхонь стін з боку двору та вулиці, а також для покриття підлоги в зоні проходу до внутрішнього двору.
Грубер також використав травертин на всіх віконних і дверних прорізах, перемичках, зовнішніх підвіконнях та навколишніх карнизах на фасаді нового університету.
Бронзову скульптуру Афіни Паллади над головним входом створив Карл Альбікер.
З його 14 лекційними аудиторіями, новою аудиторією та залом сенату новий університет є найбільшою лекційною будівлею в кампусі в Старому місті Гейдельберга.
«Відьмина вежа», яка раніше була частиною міських укріплень XIII століття, була включена в архітектуру новозбудованого комплексу і стала сполучною ланкою, що з'єднує окремі частини нової будівлі. Цю середньовічну вежу з відкритими сходами можна бачити, увійшовши з Університетської площі у внутрішній двір Нового університету.

## Подальша історія будівлі
У період націонал-соціалізму в Німеччині бронзову Афіну Палладу над головним входом до Нового університету замінили на німецького орла зі свастикою. Напис «Живому духу», сформульований Фрідріхом Ґундольфом, було змінено на «Німецькому духу». Бюст Якоба Гулда Шурмана в Новій залі був замінений бюстом Гітлера.
Після закінчення Другої світової війни та поновлення роботи університету в зимовому семестрі 1945/46 року, бронзову Афіну Палладу повернули на фасад, а бюст Якоба Шурмана — всередину будівлі.
1964 року у Новій залі був побудований орган.
У період з 2009 по 2011 рік будівля Нового університету була повністю модернізована, щоб забезпечити технічні вимоги для сучасного викладання. За фінансової підтримки меценатів вдалося також перепланувати внутрішній двір.

## Галерея

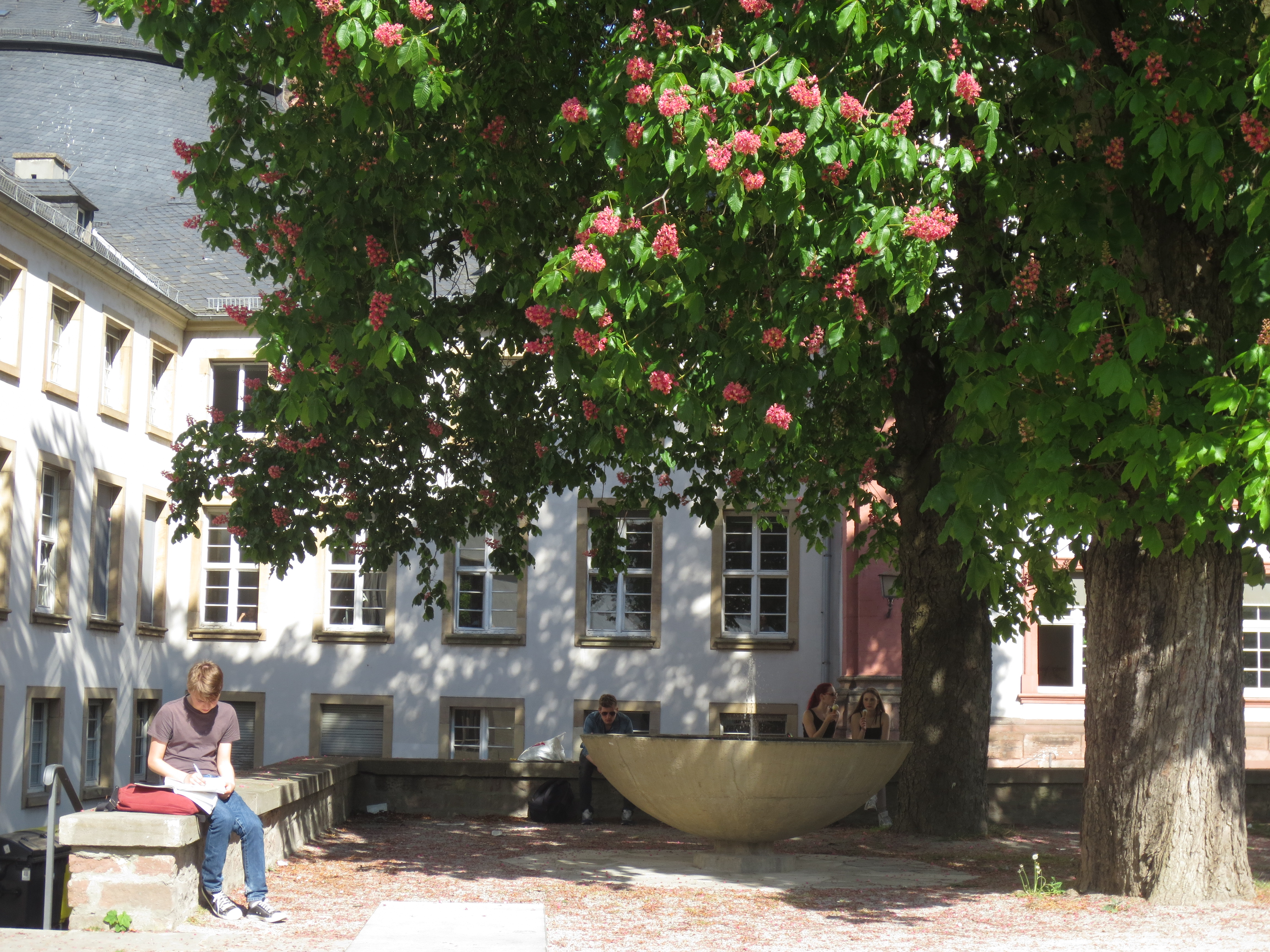
Каштан і фонтан у внутрішньому дворі. Вид на Марсіліусплац і Шульгассе
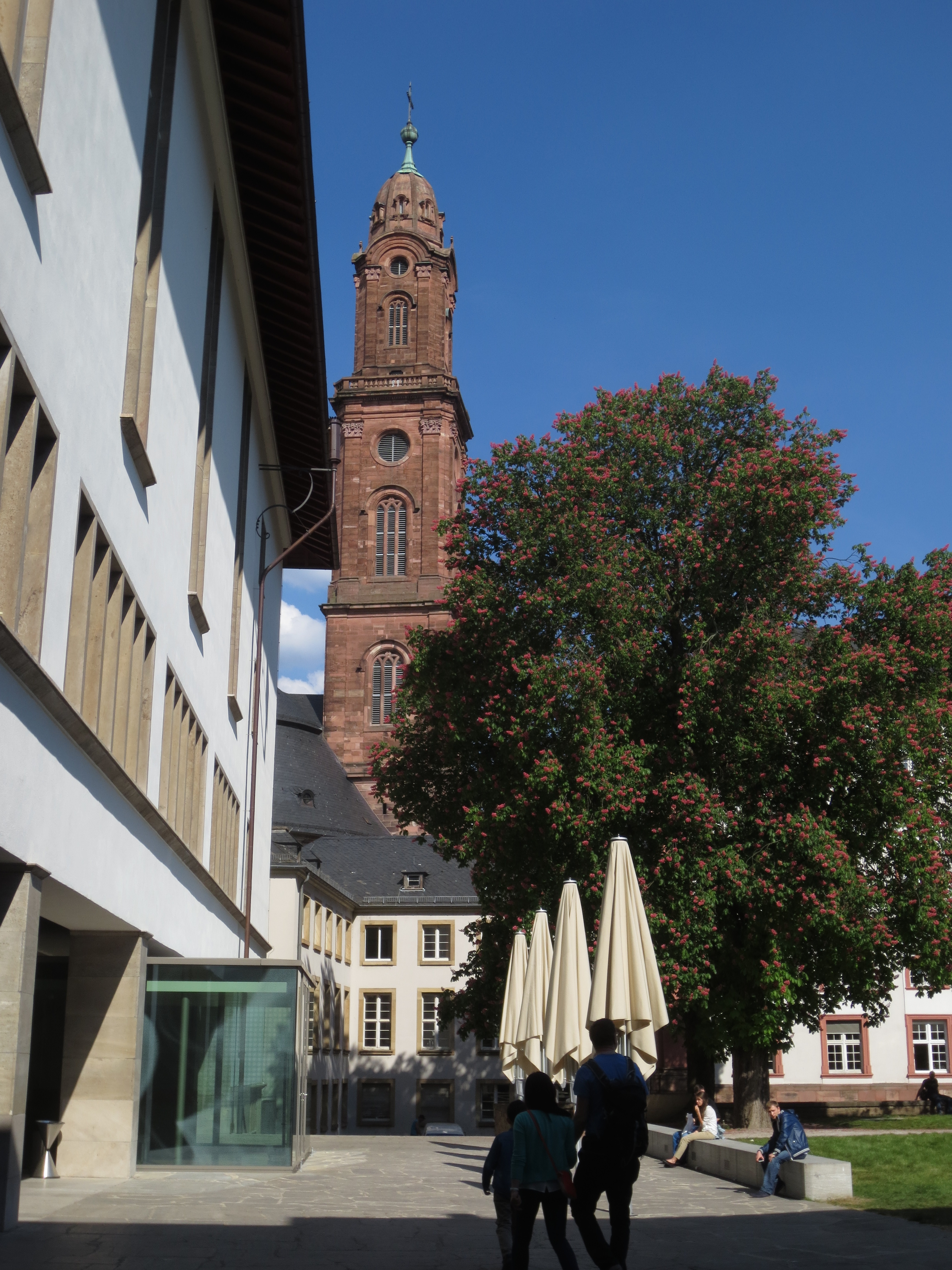
Прохід через Ґрабенгассе на терасу головного корпусу та внутрішній двір
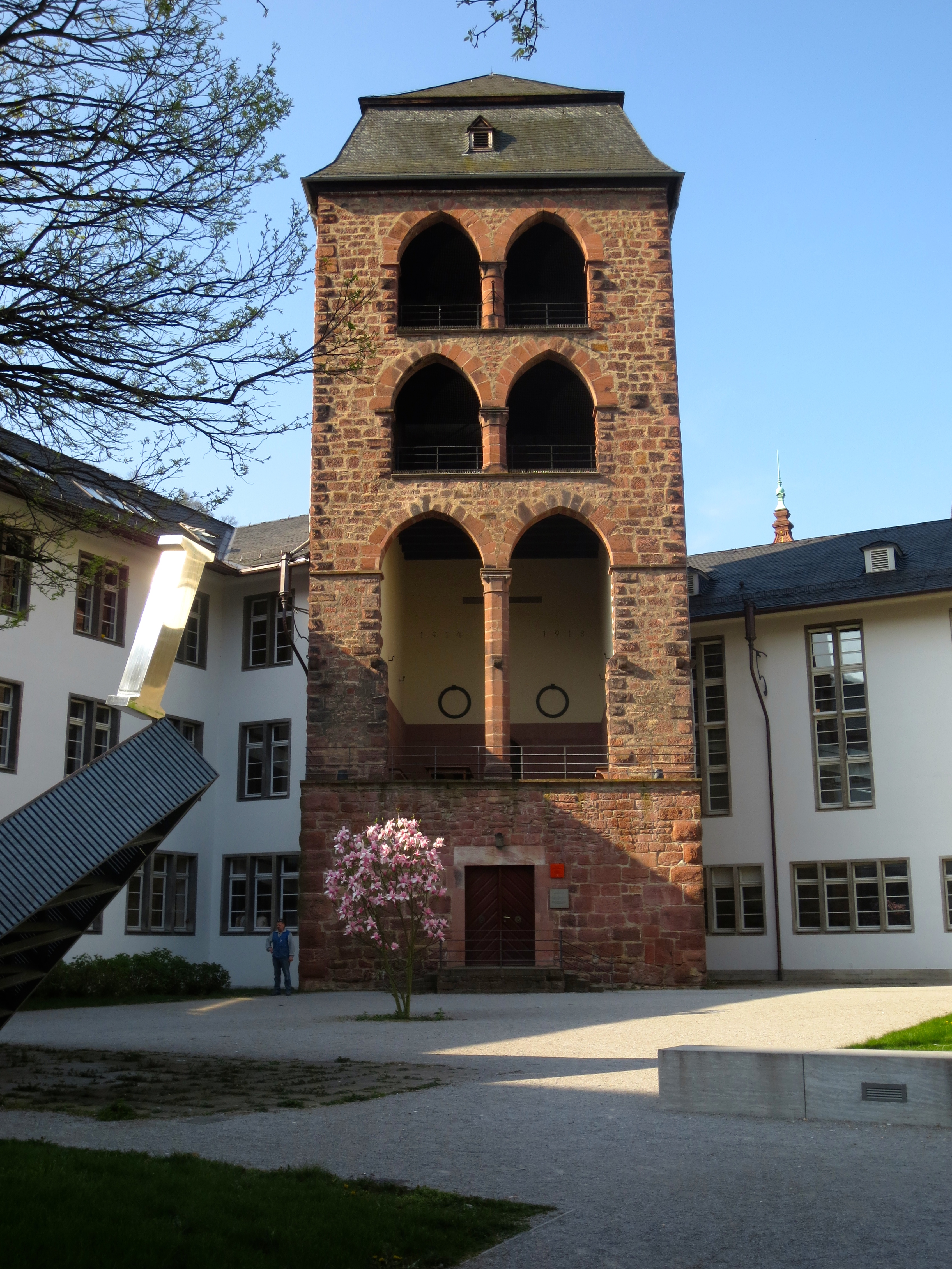
Вид на скульптуру та Відьмину вежу у внутрішньому дворику з Єзуїтського колегіуму
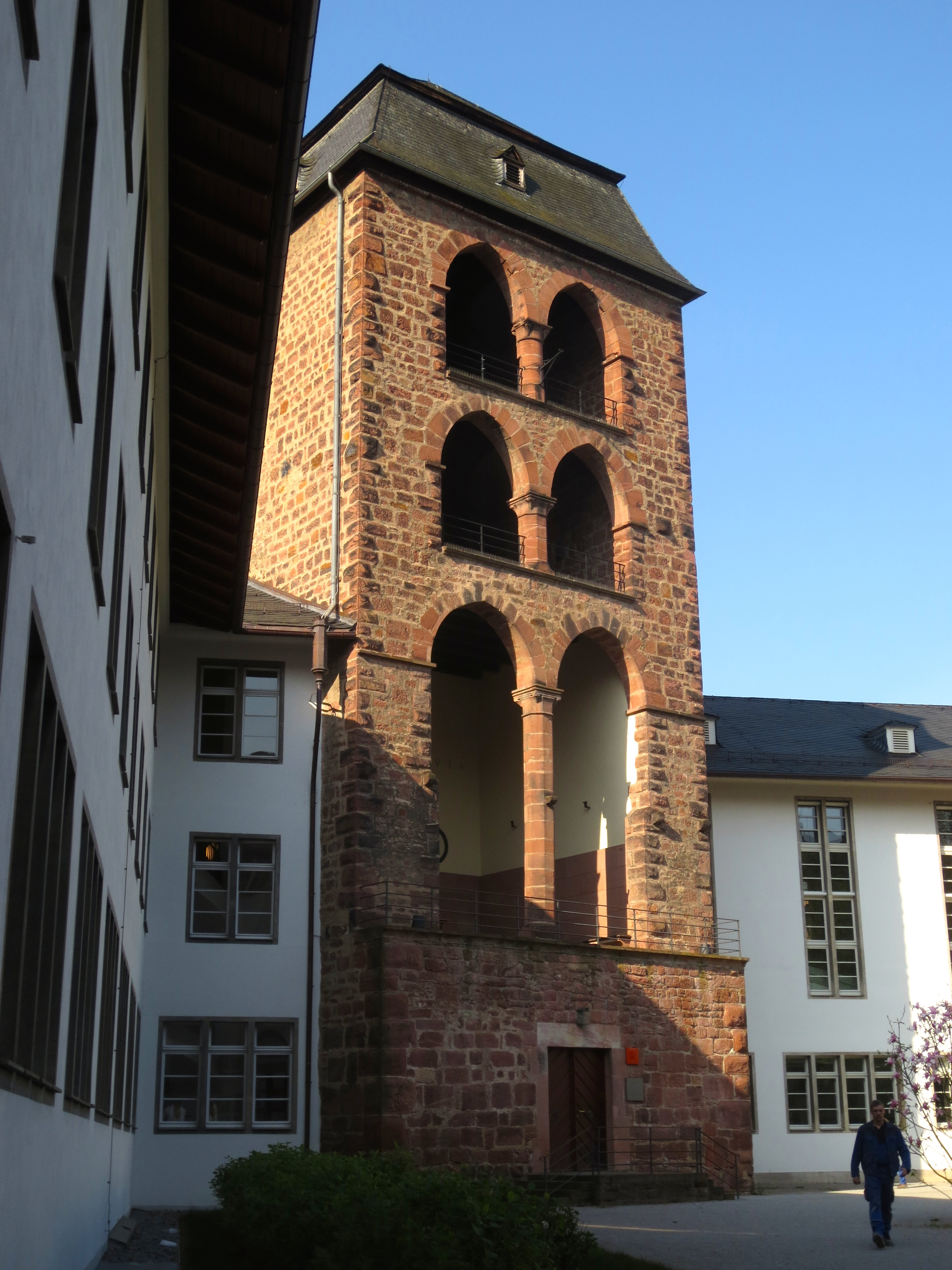
Відьмина вежа з'єднує «Історичний семінар» і будівлю на Грабенгассе
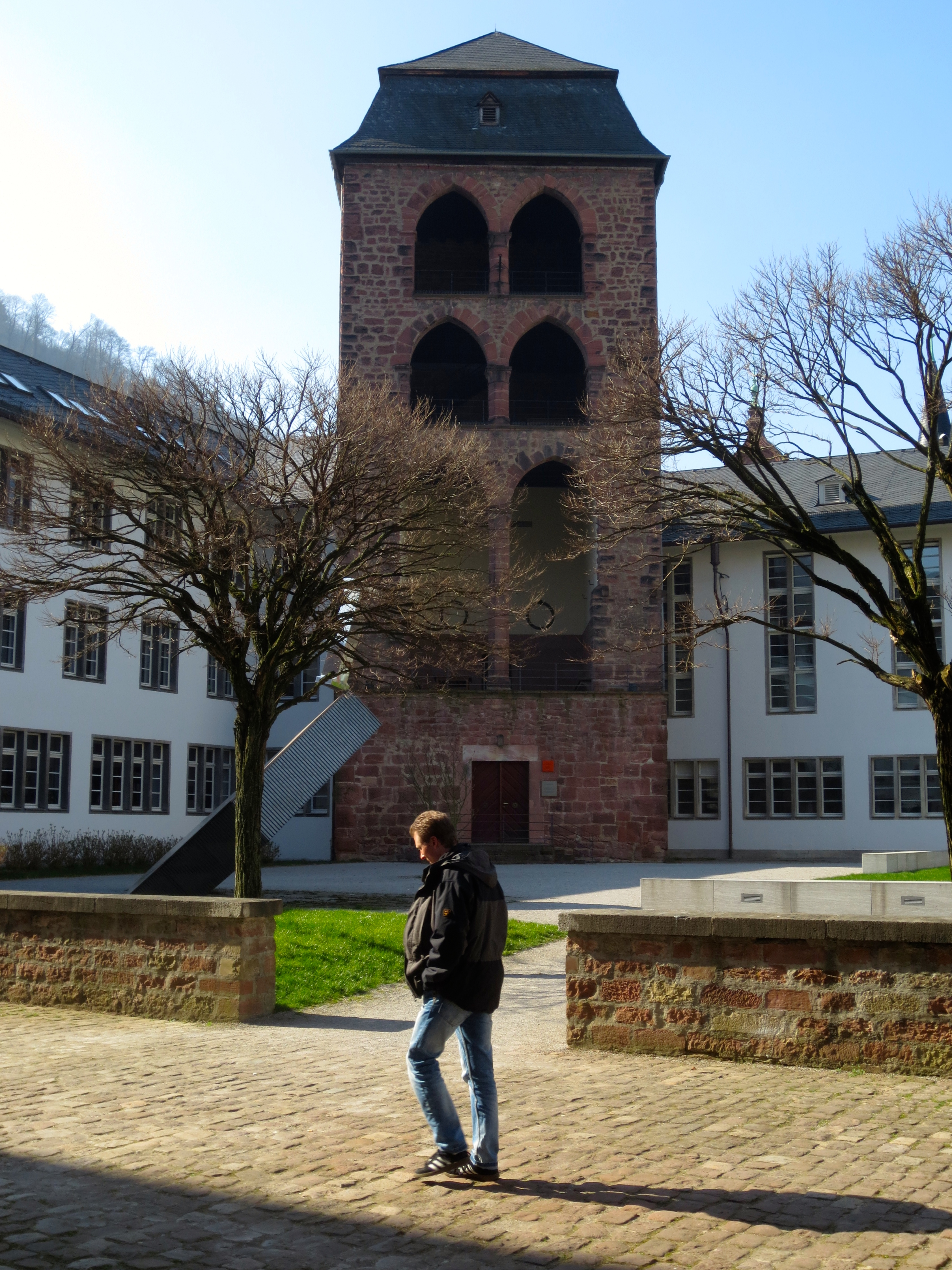
Внутрішній двір
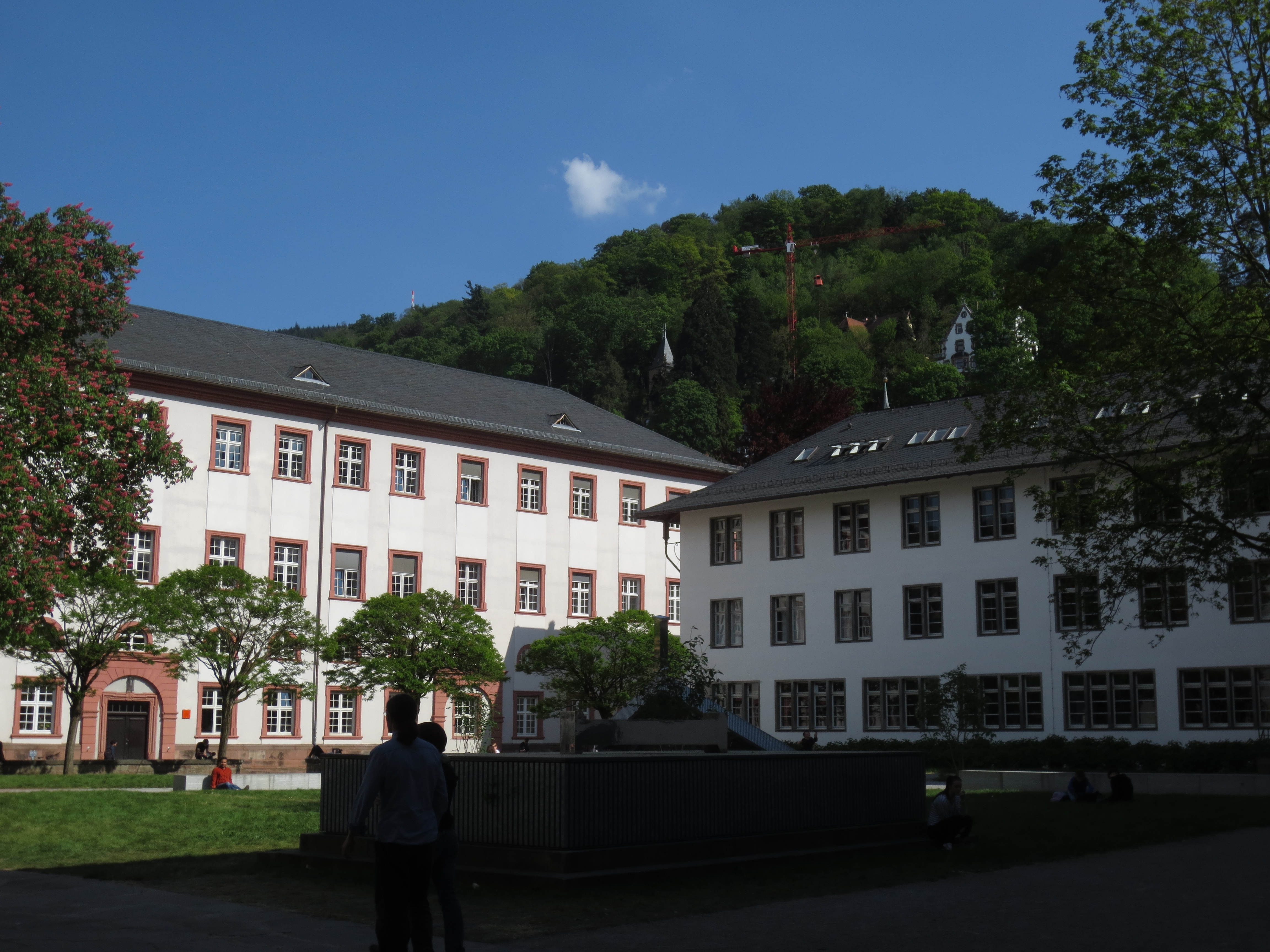
Єзуїтський колегіум та «Історичний семінар» університету у внутрішньому дворику
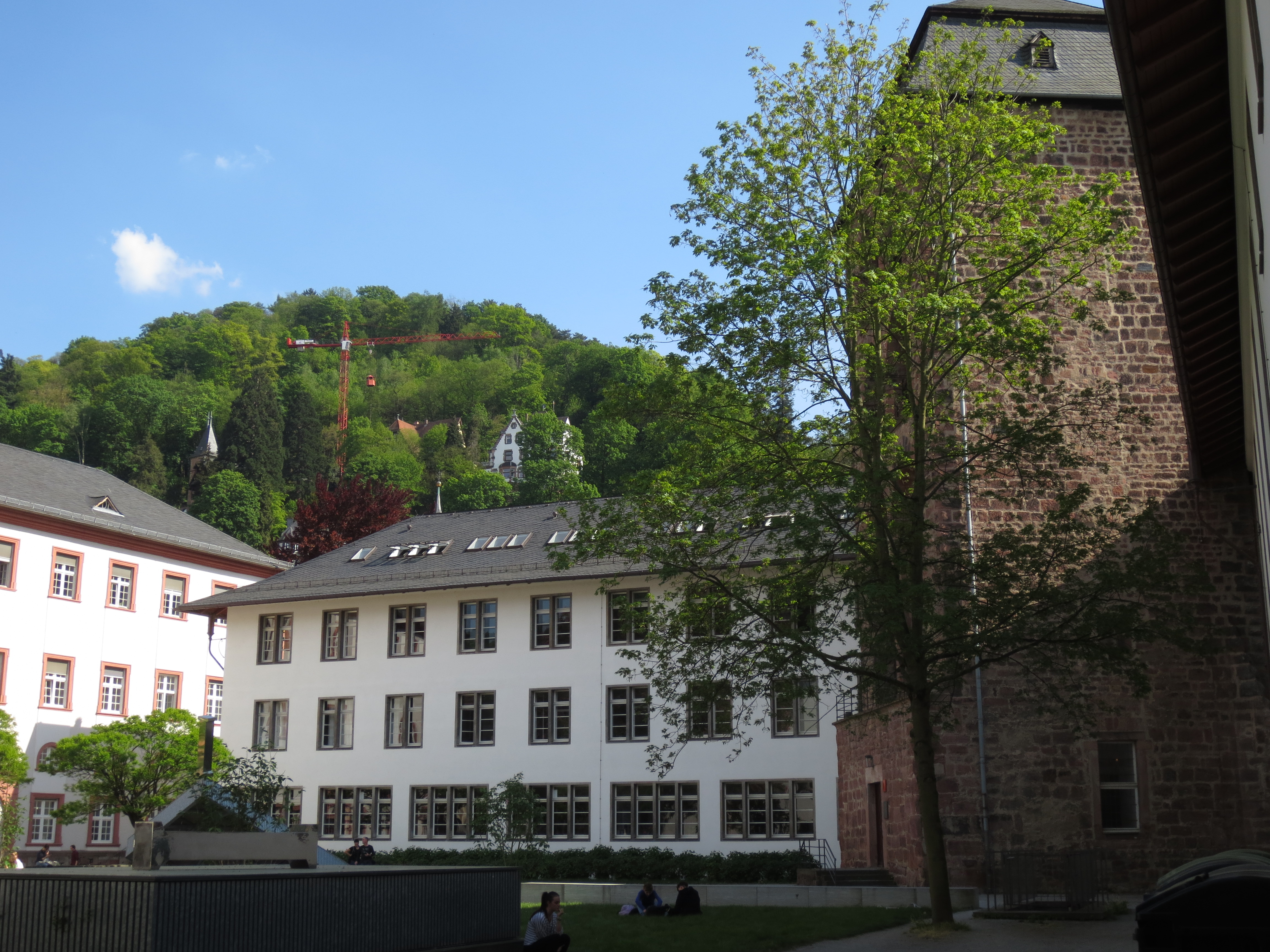
Вид з пасажу Грабенгассе на Відьмину вежу у внутрішньому дворі
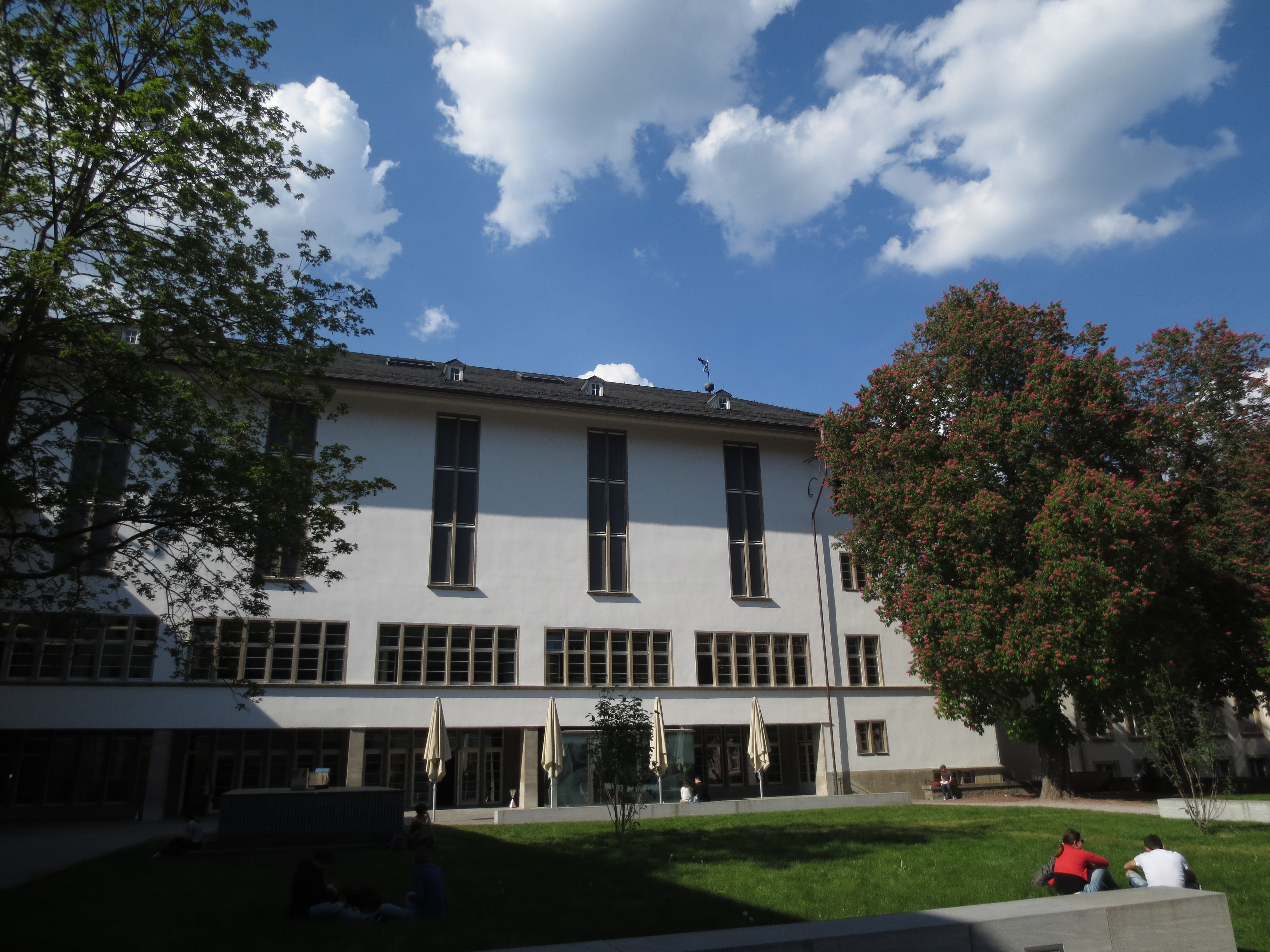
Вид на головний корпус з боку саду з внутрішнім двориком університету
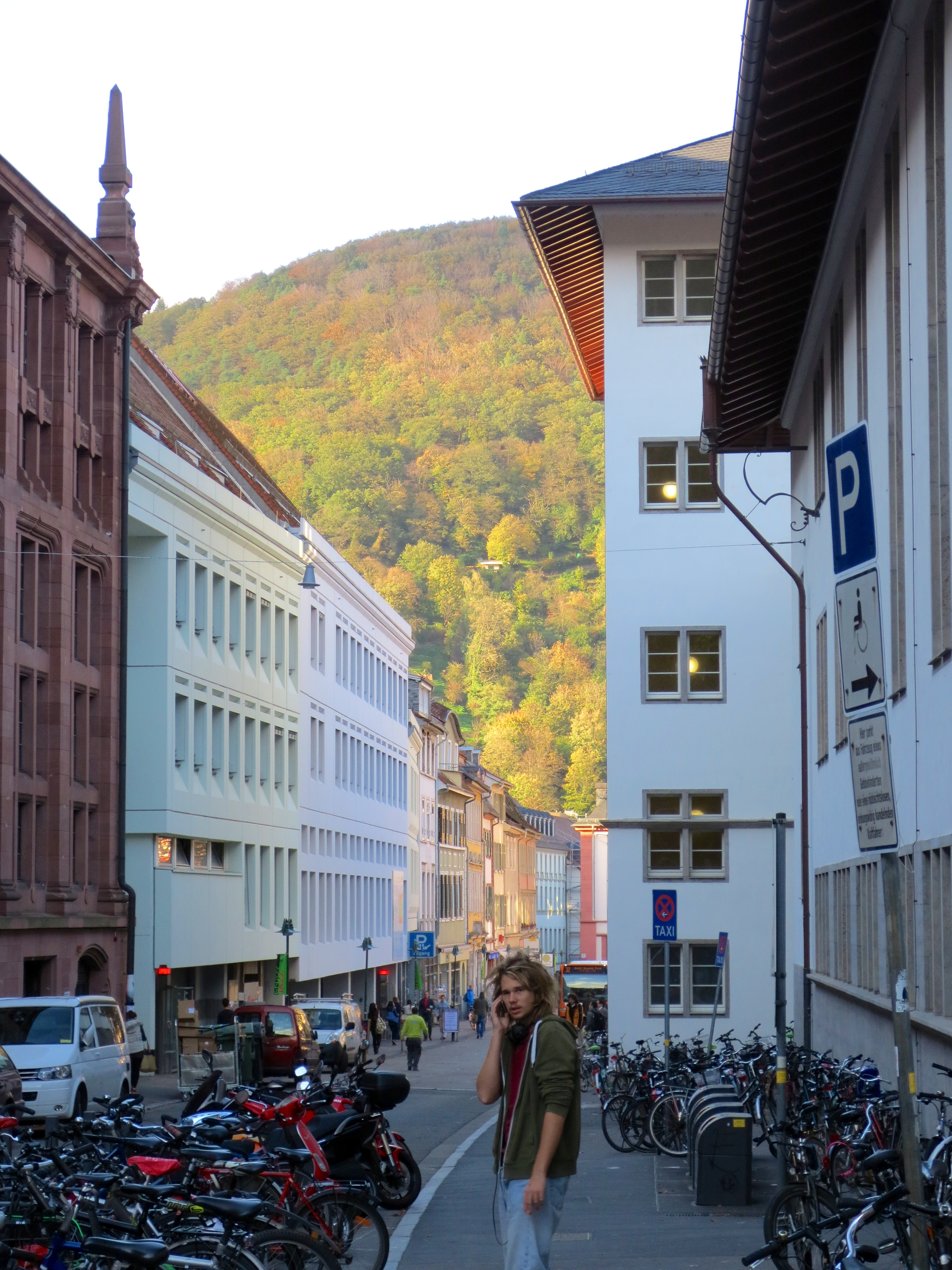
Вид на Грабенгассе з фасадом Нового університету
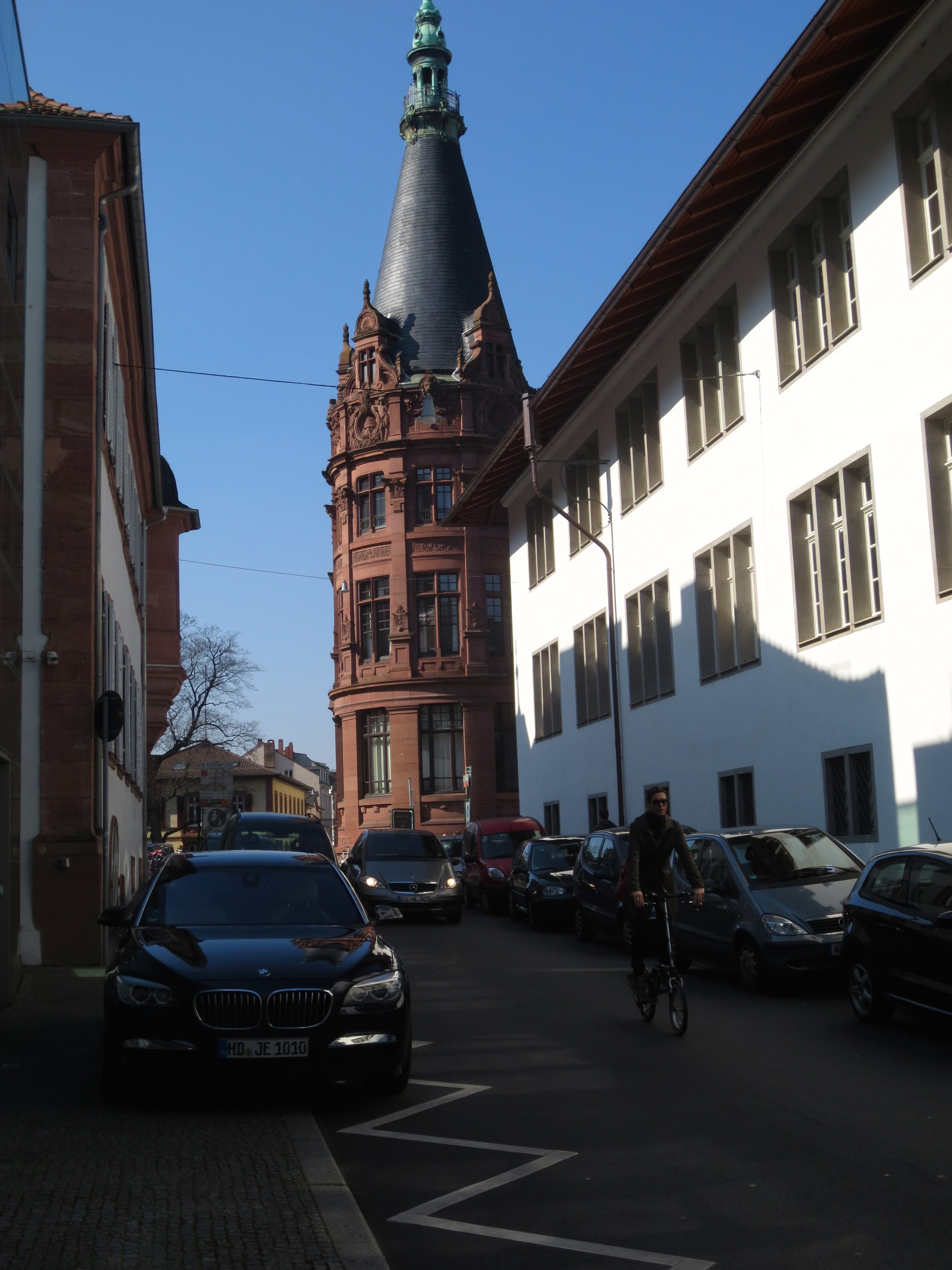
Вид на Історичний семінар з Земінарштрассе